# Guerra de Desgaste
La guerra de Desgaste (en árabe: حرب الاستنزاف Ḥarb al-Istinzāf; en hebreo: מלחמת ההתשה Milhemet haHatashah) fue una guerra limitada entre Israel contra Egipto, Jordania, la Organización para la Liberación de Palestina (OLP) y sus aliados de 1967 a 1970.
Después de la guerra de los Seis Días de 1967, no se hicieron esfuerzos diplomáticos serios para resolver las principales cuestiones del conflicto árabe-israelí. La cumbre de la Liga Árabe de 1967 formuló en septiembre la política de los "tres noes", excluyendo la paz, el reconocimiento o las negociaciones con Israel. El presidente egipcio Gamal Abdel Nasser creía que sólo la iniciativa militar obligaría a Israel o a la comunidad internacional a facilitar una retirada israelí total del Sinaí, y las hostilidades pronto se reanudaron a lo largo del Canal de Suez.
En un principio, las hostilidades se concretaron en duelos de artillería limitados e incursiones a pequeña escala en el Sinaí, pero en 1969 el ejército egipcio se consideró preparado para operaciones de mayor escala. El 8 de marzo de 1969, Nasser proclamó el inicio oficial de la Guerra de Desgaste, caracterizada por bombardeos a gran escala a lo largo del Canal de Suez, una extensa guerra aérea e incursiones de comandos. Las hostilidades continuaron hasta agosto de 1970 y terminaron con un alto el fuego. Las fronteras permanecieron iguales que cuando comenzó la guerra, sin un compromiso real de entablar negociaciones de paz serias. La tensión continuó y acabó provocando en octubre de 1973 la guerra de Yom Kipur.

## Antecedentes
El razonamiento del presidente egipcio Gamal Abdel Nasser fue explicado por el periodista Mohamed Hassanein Heikal:[cita requerida]

«Si el enemigo tiene éxito en infligir 50 000 muertes en esta campaña, podremos ir a luchar, porque tenemos reservistas suficientes. Si tenemos éxito en infligir 10 000 muertes, inevitablemente se encontrarán obligados a parar de luchar, porque ellos no tienen reservistas.»

Las Fuerzas de Defensa de Israel (FDI) obtuvieron una victoria sin precedente derrotando al ejército egipcio en 1967 en la guerra de los Seis Días, capturando la península del Sinaí, hasta el canal de Suez, quedando en manos de Israel. El ejército de Egipto, el más poderoso del mundo árabe, había sido derrotado, pero también había sido humillado. Una fuerte sensación de humillación y de anhelo de venganza estaba presente. Los choques esporádicos ocurrían a lo largo de la línea de alto el fuego y el destructor israelí "Eilat" fue hundido por los barcos egipcios con un misil, en octubre de 1967. La ONU y ambos países intentaron encontrar una solución diplomática con la Jarring Mission y el Plan Rogers al conflicto inútilmente. La Resolución 242 del Consejo de Seguridad de la ONU fue creada el 22 de noviembre de 1967 solicitando el retiro israelí a cambio de paz. Sin embargo, los esfuerzos diplomáticos no pudieron producir ningún resultado. El presidente Nasser, tenía claro que "lo que fue tomado por la fuerza se debe restaurar por la fuerza."
Gracias al significativo apoyo de armamento de su aliado, la Unión Soviética, Egipto pudo recuperarse de sus pérdidas materiales durante la guerra de los Seis Días más rápidamente de lo que Israel esperaba. También, centenares de consejeros militares soviéticos ingresaron en el país. Su presencia, junto con pilotos y naves soviéticas, amenazó extender el conflicto en una confrontación Este-Oeste.

## Cronología
La guerra comenzó el 1 de julio de 1967, cuando un comando egipcio partió de Puerto Fuad hacia el sur y tomó una posición en Ras el'Ish, a 16 km de Puerto Said, en la ribera oriental del canal de Suez, un área que se encontraba en manos israelíes desde el alto al fuego del 9 de junio. Una compañía israelí expulsó a los egipcios, pero sufriendo 1 muerto y 13 heridos. Sin embargo, otras fuentes señalan que el ataque de la compañía hebrea fue repelido.
Sin embargo, se suele afirmar que la contienda comenzó oficialmente en junio de 1968, con el bombardeo esporádico por parte de la artillería egipcia a las líneas del frente israelí. Otros bombardeos de artillería en los meses siguientes mataron a algunos soldados israelíes. La venganza de la FDI llegó en la noche del 30 de octubre, día en que los comandos helitransportados (Sayeret Matkal) destruyeron la fuente principal de electricidad de Egipto. El apagón obligó a Nasser a cesar las hostilidades durante algunos meses, para fortificar centenares de blancos importantes. Israel reforzó simultáneamente su posición en la margen este del canal de Suez construyendo la línea Bar Lev, un sistema de treinta y cinco pequeñas fortalezas corriendo de norte a sur a lo largo del canal protegido por la infantería.
En febrero de 1969, Egipto estaba listo para el siguiente round. El presidente Nasser declaró el alto el fuego a partir de noviembre el año anterior para anularlo y dejarlo sin efecto. El 8 de marzo, la artillería egipcia comenzó a atacar masivamente la línea Bar Lev, causando muchas bajas israelíes. Los MiG-21 soviéticos también fueron empleados en el ataque. La FDI tomó represalias con incursiones profundas en territorio egipcio que causaron severos daños. En mayo, junio y julio de 1969 fueron muertos 47 soldados de la FDI y otros 157 resultaron heridos. Aunque Egipto sufrió muchas más bajas que Israel, continuó con su postura agresiva. Israel intentó sostener el alto precio de las muertes pero era necesario encontrar una solución definitiva al conflicto.
En julio, Israel respondió con su poder aéreo. El 20 y el 24 de julio, casi la totalidad de la aviación israelí participó en el bombardeo y destrucción de las posiciones antiaéreas, los carros de combate y la artillería del sector norteño del canal. La ofensiva aérea continuó hasta diciembre y redujo enormemente la defensa antiaérea de Egipto. 

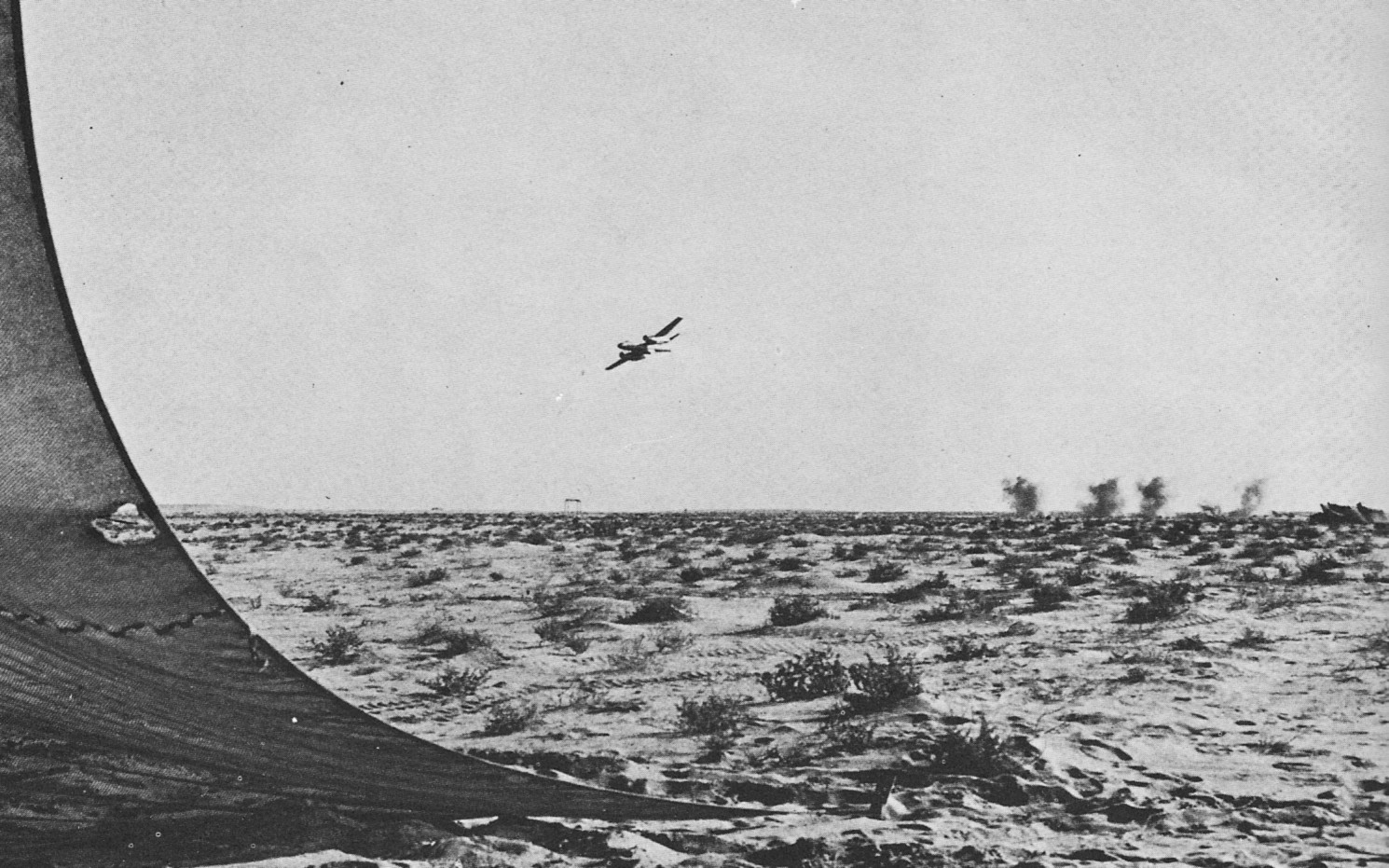
Un bombardero egipcio Ilyushin Il-28 ataca al ejército israelí en el Sinaí durante la guerra de Desgaste.

Sin un sistema de defensa aérea que le hiciera frente, la Fuerza Aérea Israelí podía funcionar en el territorio del egipcio a voluntad. El 17 de octubre de 1969, las negociaciones entre las superpotencias comenzaron. El Plan Rogers fue dado a conocer el 9 de diciembre. Llamó a los egipcios para la «comisión por la paz» a cambio de retiro israelí del Sinaí. Ambas partes rechazaron fuertemente el plan. El presidente Nasser optó abogar por armamento más sofisticado de la Unión Soviética para soportar los bombardeos de la FAI. Los soviéticos rechazaron inicialmente entregar las armas solicitadas.
El 22 de enero de 1970, Nasser voló secretamente a Moscú para discutir la situación. Solicitó misiles SAM, tierra-aire, baterías nuevas (incluyendo 3M9 Kub y Strela-2), lo que fue aprobado. Su despliegue requeriría a personal cualificado junto a las escuadrillas aéreas para protegerlas contra ataques israelíes. En efecto, solicitó un gran número de tropas soviéticas, algo que Moscú no podía permitirse. Entonces amenazó con dimitir, argumentando que Egipto iría a Washington para solicitar ayuda en el futuro. Los soviéticos habían invertido mucho en el gobierno del presidente Nasser, así que el jerarca soviético Leonid Brézhnev finalmente cedió. El 30 de junio, el número de personal soviético había aumentado de 2500 a 4000 y en enero a 10 600 a 12 150, más entre 100 y 150 pilotos. Los soviéticos dirigieron la intervención, conocida como operación Kavkaz, demostrando ser molestos para Israel. Washington temió una escalada y desaprobó la campaña de bombardeos por parte de Israel.
El 8 de abril, durante un bombardeo israelí, murieron 47 alumnos egipcios de una escuela primaria dentro de un campamento militar, poniendo fin a los ataques. 
Esto dio un respiro a los egipcios para reorganizar sus fuerzas y reconstruir sus baterías SAM más cerca del canal. Los bombarderos MiG pilotados por los soviéticos proporcionaron la cobertura aérea necesaria. Los pilotos soviéticos también comenzaron a acercarse a los aviones de la FAI durante abril de 1970, pero los pilotos israelíes tenían órdenes de no responder a las provocaciones.
La política inicial israelí era evitar la confrontación directa con los soviéticos. El 25 de junio un avión israelí A-4 Skyhawk, en un ataque contra fuerzas egipcias en el Canal, fue perseguido por un par de MiG-21 pilotados por soviéticos en el Sinaí. El Skyhawk fue dañado y forzado a aterrizar en una base aérea próxima. En respuesta, Israel derribó un MiG pilotado por un soviético. El 30 de julio, un combate a gran escala entre 20 MiG-21, ocho Mirage III y cuatro F-4 Phantom II ocurrió al oeste del canal de Suez. Los israelíes derribaron cuatro MiG pilotados por soviéticos, y un quinto fue dañado y se estrelló en el camino de regreso a su base. Murieron tres pilotos soviéticos, mientras que la FAI no sufrió ninguna baja.
A pesar de estas bajas los soviéticos y los egipcios manejaron los recursos de defensa aérea cada vez más cerca del canal. Los SAM soviéticos funcionaron derribando aviones israelíes. Israel no podía responder con eficacia. Las baterías SAM permitirían que Egipto moviera la artillería que alternadamente podría amenazar la línea Bar Lev. En abril de 1970, las negociaciones se reanudaron, esta vez con los EE. UU. como negociador principal. Un acuerdo de alto al fuego fue alcanzado el 7 de agosto. Este duró tres meses y a ninguno de los dos lados le fue permitido cambiar «el statu quo militar dentro de las zonas que se extiendan 50 kilómetros al este y al oeste de la línea del alto el fuego.»
Minutos después de que el alto el fuego entrara en vigor, Egipto comenzó a trasladar baterías SAM a la zona aun cuando en el acuerdo se habían prohibido explícitamente nuevas instalaciones militares. Para octubre existían cerca de 100 emplazamientos SAM en la zona.
El presidente egipcio Nasser, que se puso en mente crear una «guerra de liberación» del canal, murió de un ataque del corazón el 28 de septiembre, siendo reemplazado el hasta entonces vicepresidente Anwar Sadat.
Durante la guerra murieron 1424 soldados israelíes y otros 3000 fueron heridos. La Fuerza Aérea Israelí perdió 14 aviones. Extraoficialmente las bajas publicadas del lado egipcio, pero el historiador israelí Benny Morris sostiene que murieron cerca de 10 000 soldados y civiles egipcios, y que 98 aviones habían sido destruidos, según estadísticas de las FDI.
Ambos lados consideraban el final de la guerra de Desgaste como una victoria. En Egipto la veía así porque en tres guerras anteriores —en 1948, 1956 y 1967— había sido derrotado frente a Israel. Esta vez su ejército había quedado donde estaba. Del lado israelí se consideraba que habían sostenido la ofensiva egipcia y pensaron que Egipto había demostrado su incapacidad de batir Israel en una guerra convencional.
Anwar El Sadat comenzó casi inmediatamente a planear la guerra de Yom Kipur, que tendría lugar tres años después.